# ۷۷۴ (قمری)
۷۷۴ (قمری)، هفتصد و هفتاد و چهارمین سال در گاهشماری هجری قمری است. اول محرم این سال برابر با یازدهم ژوئیه سال ۱۳۷۲ میلادی است.

## وابسته
- مرینیان